# Pîrjota, Rîșcani
Pîrjota este un sat din raionul Rîșcani, Republica Moldova.

## Istorie
Prima atestare documentară a fost în anul 1605:
„Din mila lui Dumnezeu, noi, Io Ieremia Moghila voievod, domn al Țării Moldovei. Facem cunoscut cu această carte a noastră tuturor celor care o vor vedea sau vor auzi citindu-se că acest credincios al nostru boier pan Stroici marele logofăt a slujit si altor domni mai înainte sfânțirăposaților care au fost înainte de noi cu dreptate și credință, iar acum ne slujește și nouă cu dreptate și credință.

...

Și deasemeni îi dăm și îi întărim o siliște la ținutul Iași, anume Horodiștea, acum Pârjolta și cu un iezeraș, care este acolo, ce el și-a cumpărat dela Ionașco și dela fratele lui Alexandru și sora lor Nastasia...

7114 <1605> Septembrie 4.”

## Demografie

### Structura etnică
Structura etnică a satului conform recensământului populației din 2004:
| Grup etnic         | Populație | % Procentaj |
| ------------------ | --------- | ----------- |
| Moldoveni / Români | 1.617     | 93,63%      |
| Ucraineni          | 91        | 5,27%       |
| Ruși               | 12        | 0,69%       |
| Bulgari            | 2         | 0,12%       |
| Alții              | 5         | 0,29%       |
| Total              | 1.727     | 100%        |

## Administrație și politică
Componența Consiliului local Pîrjota (9 consilieri), ales la 5 noiembrie 2023, este următoarea:
|  | Partid                                       | Consilieri | Componență | Componență | Componență | Componență |
|  | -------------------------------------------- | ---------- | ---------- | ---------- | ---------- | ---------- |
|  | Partidul Social Democrat European            | 4          |            |            |            |            |
|  | Partidul Socialiștilor din Republica Moldova | 4          |            |            |            |            |
|  | Partidul Acțiune și Solidaritate             | 1          |            |            |            |            |

## Galerie de imagini
Biserica „Tuturor Sfinților” din localitate

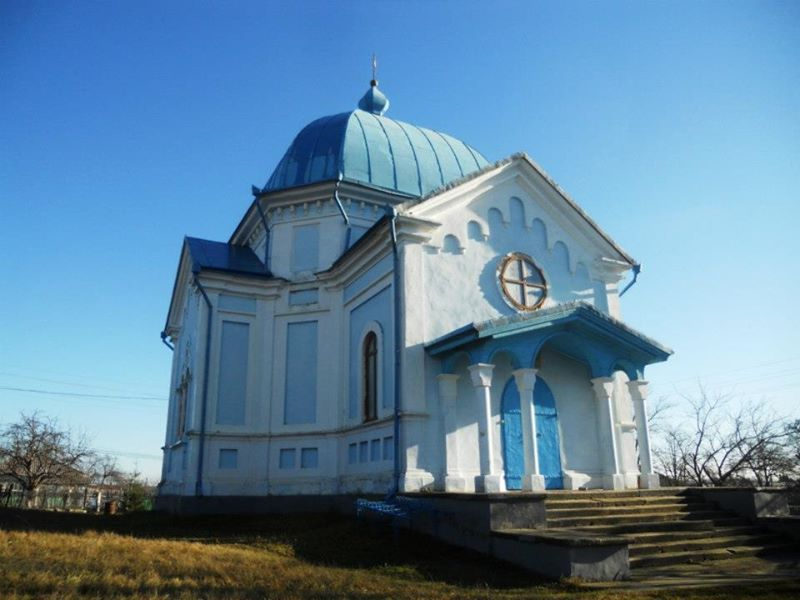
Biserica din localitate,  monument ocrotit de stat.
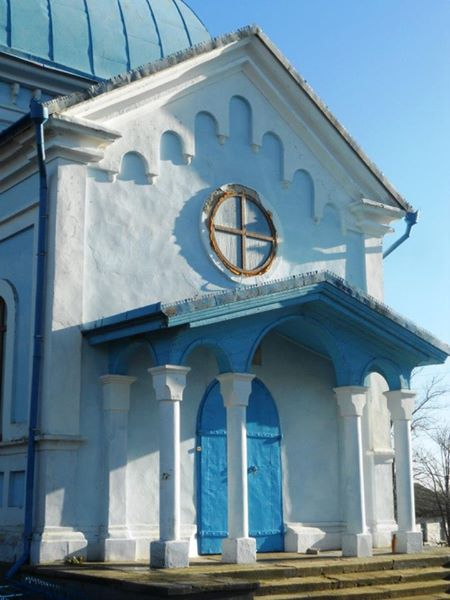
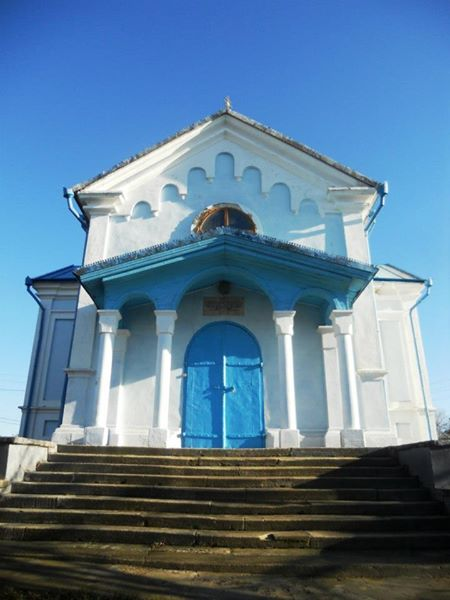
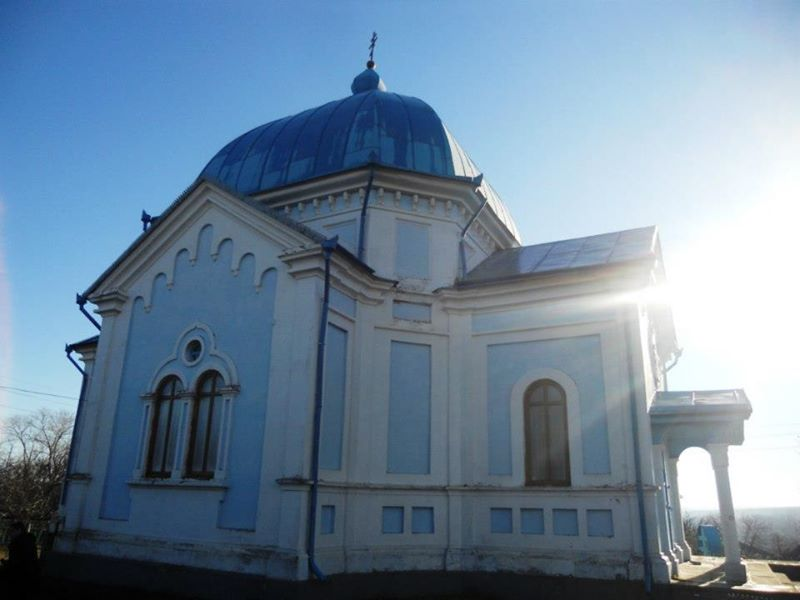
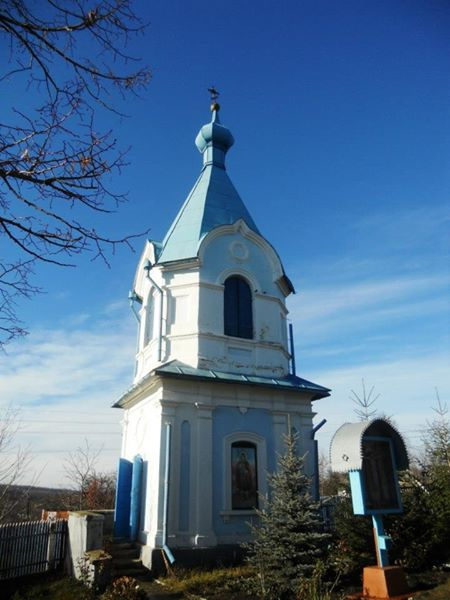
Clopotnița lăcașului
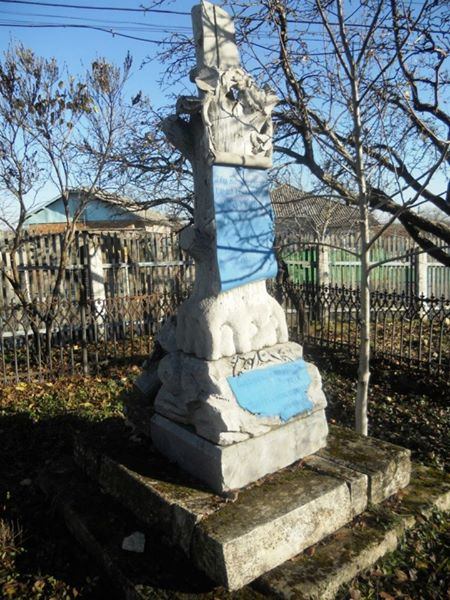
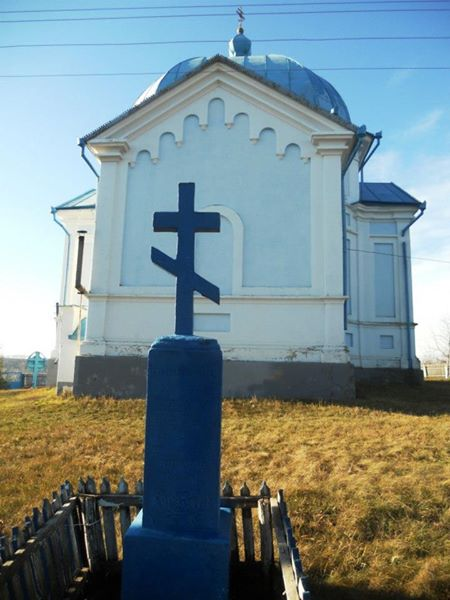

## Personalități

### Născuți în Pîrjota
- Valentina Cușnir (n. 1954), om politic moldovean;
- Iuri Borodachi (n. 1959 – d. 2014), om de știință, profesor și specialist rus în domeniul tehnologiei informației.